# 天山条果芥
天山条果芥（学名：Parrya beketovii）为十字花科条果芥属下的一个种。

## 扩展阅读
維基物種上的相關：天山条果芥